# Pristimantis mendax
Espèce
Synonymes
- Eleutherodactylus mendax Duellman, 1978

Statut de conservation UICN

 LC  : Préoccupation mineure
Pristimantis mendax est une espèce d'amphibiens de la famille des Craugastoridae.

## Répartition
Cette espèce est endémique du Pérou. Elle se rencontre dans les régions de Cuzco, d'Ayacucho, de Huánuco et de Madre de Dios entre 1 700 et 3 325 m d'altitude sur le versant amazonien de la cordillère Orientale.

## Étymologie
Le nom spécifique mendax vient du latin mendax, menteur, malhonnête, en référence à la ressemblance superficielle de cette espèce avec Pristimantis acuminatus.

## Publication originale
- Duellman, 1978 : Three new species of Eleutherodactylus from Amazonian Peru (Amphibia: Anura: Leptodactylidae). Herpetologica, vol. 34, no 3, p. 264-270.